# Фримен, Дуглас Саутхолл
Дуглас Саутхолл Фримен (англ. Douglas Southall Freeman; 16 мая 1886 — 13 июня 1953) — американский историк, биограф, газетный редактор и писатель. В основном он известен своими многотомными биографиями Роберта Ли и Джорджа Вашингтона, за которые получил Пулицеровскую премию.

## Ранние годы
Дуглас Фримен родился 16 мая 1886 года в Линчберге, штат Вирджиния, в семье Бетти Эллен Хамнер и Уокера Бёрфорда Фримена, страхового агента, который четыре года прослужил в Северовирджинской армии генерала Ли. Уокер был рядовым 34-го вирджинского пехотного полка и получил несколько ранений в сражении при Севен-Пайнс.
Фримен с самого детства проявлял интерес к истории американского Юга. В Линчберге его семья жила в доме 416 по Мэйн-Стрит, возле дома генерала Конфедерации Джубала Эрли. В 1892 году семья переехала в Ричмонд.
Фримен обучался в Ричмондском Колледже (сейчас Ричмондский университет) и в 1904 году получил степень бакалавра. Затем он поступил в балтиморский Университет Джонса Хопкинса, где в 1908 году получил степень доктора истории. Его первой книгой стала A Calendar of Confederate Papers, сборник его библиографических изысканий, опубликованный в 1908 году. Фримен пытался найти работу при Академии, но в итоге стал работать в редакции ежедневной газеты Richmond Times-Dispatch. Некоторое время он работал секретарём при налоговой Комиссии, а в 1914 году Richmond Times-Dispatch была продана, и он нанялся в редакцию газеты Richmond News Leader.

## Карьера историка

### Lee’s Dispatches
В 1911 году в руки Фримена попал архив переписки генерала Ли и президента Дэвиса, долгое время считавшийся утраченным. Фримен потратил 4 года на работу над документами и в 1915 году опубликовал книгу «Lee’s Dispatches». Труд был с энтузиазмом воспринят историками Гражданской войны и стал важным первичным источником по военной истории. Письма, написанные между 2 июня 1862 года и 1 апреля 1865 года позволяют лучше понять стратегию генерала Ли, понять некоторые его решения, а так же показывают, в каком тесном контакте работал он с президентом Дэвисом. В предисловии Фримен собрал семь самых важных фактов, содержащихся в переписке: например, письма показывают, что руководство Конфедерации в 1862 году рассматривало, но затем отклонило рискованный план — усилить армию Джексона в долине Шенандоа и, рискуя потерять Ричмонд, совершить вторжение на территорию северных штатов.

## Награды и память
- 1935 Пулицеровская премия за R. E. Lee: A Biography (4 тома)
- 1958 Пулицеровская премия (посмертно) за George Washington: A Biography (6 томов)
- Douglas S. Freeman High School в округе Энрико, Вирджиния, названа в его честь.
- Фримен-Холл в Ричмондском университете назван в его честь.
- Virginia Historical Marker Q-6-17, на Ривермонт-Авеню в Линчберге, поставлена для увековечивания его жизни и работы.